# Thorellius cristimanus
Espèce
Synonymes
- Vaejovis cristimanus Pocock, 1898
- Vaejovis intrepidus cristimanus Pocock, 1898
- Vaejovis intrepidus atrox Hoffmann, 1931
- Thorellius atrox (Hoffmann, 1931)

Thorellius cristimanus est une espèce de scorpions de la famille des Vaejovidae.

## Distribution
Cette espèce est endémique du Mexique. Elle se rencontre au Jalisco, au Michoacán et au Colima.

## Description
La femelle holotype mesure 63 mm.
Les mâles mesurent de 48,8 à 56,4 mm et les femelles de 52,3 à 69,8 mm.

## Systématique et taxinomie
Cette espèce a été décrite sous le protonyme Vaejovis cristimanus par Pocock en 1898. Elle est considérée comme une sous-espèce de Vaejovis intrepidus par Hoffmann en 1931. Elle est élevée au rang d'espèce dans le genre Thorellius par Soleglad et Fet en 2008.
Vaejovis intrepidus atrox a été placée en synonymie par González-Santillán et Prendini en 2018.

## Publication originale
- Pocock, 1898 : « The scorpions of the genus Vaejovis contained in the collection of the British Museum. » Annals and Magazine of Natural History, sér. 7, vol. 1, p. 394-400 (texte intégral).